# Honiara
Honiara je glavni grad države Solomonski Otoci.
Ima oko 78,000 stanovnika. Ime grada potječe od riječi iz lokalnog guadalkanalskog jezika, Naho'in'ara što u prijevodu znači Okrenuti jugoistočni vjetar.

## Zemljopis
Grad se smjestio na sjevernoj obali otoka Guadalcanal oko luke Port Cruz. Razvio se uz magistralu Kukum koja je povezivala Međunarodnu zračnu luku Henderson fields na istoku s naseljem White River na zapadu.

## Klima
Klima na otoku je tropska. Prosječna temperatura iznosi 28 °C dok se temperatura vode kreće između 26 °C i 29 °C. Prosječna količina padalina je 2000 mm s tim da je to niže ispod državnog prosjeka koji iznosi 3000 mm.

## Gospodarstvo
Honiara se razvila oko već navedene zračne luke koja je udaljena 10 km prema istoku. Glavni temelj razvoja Honiare su industrije pića i kolača. Glavni izvoz su drvo, kokos, copra (vrsta sušenog mesa) i ribe. Najvažniji trgovački partneri Solomonskih otoka, samim time i Honiare, su Malezija, Japan, Tajvan i Južna Koreja.

## Religija
Stanovnici Honiare se većinom deklariraju kao kršćani, ali tu također postoje i ostale vjerske skupine muslimani, Jehovini svjedoci, mormoni itd. Najzastupljenija je Anglikanska crkva.